# گلپرک (سرده)
گلپرک (نام علمی: Trigonosciadium) نام یک سرده از تیره چتریان است.